# Giuliana Albisetti Rotondi
Giuliana Albisetti Rotondi (Roma, 3 dicembre 1942 – Magenta, 26 aprile 1995) è stata un'arpista italiana.

## Biografia
Allieva del Conservatorio di Santa Cecilia di Roma, si è perfezionata con Nicanor Zabaleta all'Accademia Chigiana di Siena, ottenendovi i premi "Ambron Almagià" e "Accademia".
È stata prima arpa presso l'Orchestra del Teatro La Fenice di Venezia, dopo aver conseguito il secondo premio al Concorso Internazionale d'Arpa svoltosi in Israele nel 1962 e al Concours International d'Execution Musicale di Ginevra del 1964.
Ha insegnato presso i conservatori di Torino e di Milano.
Ha svolto un'intensa attività concertistica in Italia e all'estero dedicandosi in particolar modo al repertorio contemporaneo. Le sono state dedicate composizioni da Franco Donatoni, Enrico Renna e Franco Balliana, oltre che dal marito Umberto Rotondi.
A suo nome è stato intitolato il Concorso internazionale di composizione e di esecuzione per arpa "Giuliana Albisetti", ideato ed istituito nel 2002 da Valeria Madini Moretti. Il Concorso è stato organizzato fino al 2007 ed è in fase di programmazione per l'anno 2022.